# Lichtenwörth
Lichtenwörth ist eine Marktgemeinde mit 2947 Einwohnern (Stand 1. Jänner 2025) im Industrieviertel von Niederösterreich.

## Geographie
Die Gemeinde befindet sich östlich von Wiener Neustadt zwischen der Leitha und der Warmen Fischa.

### Gemeindegliederung
| Gliederung \| Katastralgemeinden \| Ortschaften in der Gemeinde \| \| ------------------------ \| ------------------------------------------------------------------------------------------------------ \| \| Lichtenwörth (22,90 km²) \| Lichtenwörth (M) Alte Siedlung (Sdlg) Am Stampf (Sdlg) Nadelburg (D) Neue Siedlung (Sdlg) Waldheim (W) \| \| Legende \| \| Karte mit allen Koordinaten: OSM \| WikiMap | |
| Katastralgemeinden | Ortschaften in der Gemeinde                                                                            |
| Lichtenwörth (22,90 km²) | Lichtenwörth (M) Alte Siedlung (Sdlg) Am Stampf (Sdlg) Nadelburg (D) Neue Siedlung (Sdlg) Waldheim (W) |
| Legende | |

Einzige Ortschaft ist Lichtenwörth. Zur Ortschaft zählen auch die Ortsteile Alte Siedlung, Am Stampf, Döttelbach, der Meierhof Fondsgut, das Dorf Nadelburg, die Neue Siedlung, das Dorf Waldheim und eine Einzellage.

### Nachbargemeinden
Die Nachbargemeinde sind im Westen Wiener Neustadt, im Norden Eggendorf, im Nordwesten Zillingdorf (Niederösterreich), im Südosten Pöttsching im Süden Neudörfl (Burgenland).

## Geschichte
Vor Christi Geburt war das Gebiet Teil des keltischen Königreiches Noricum und gehörte zur Umgebung der keltischen Höhensiedlung Burg auf dem Schwarzenbacher Burgberg, welche Hauptort für das gesamte Nord-Ost-Norikum war.
Später unter den Römern lag das heutige Lichtenwörth dann in der Provinz Pannonia.
Lichtenwörth wurde in der zweiten Hälfte des 12. Jahrhunderts erstmals urkundlich erwähnt. Darin überlässt der Salzburger Erzbischof Adalbert III. dem Kloster Vorau 1174 alle Pfarrrechte und einen Teil der Zehnte, die innerhalb der Grenzen des Gebietes „Lutunwerde“ entrichtet werden.
Noch im 12. Jahrhundert wurde in einer Flussbiegung der „warmen Fischa“ eine Wasserburg errichtet und mit einem Burggraben versehen, die der Bevölkerung als Schutz bei Überfällen feindlicher Heerscharen diente. Die Burg, genannt „Feste Lichtenwörth“, wurde 1487–1490 durch kriegerische Ereignisse zerstört. Auf der „Insel“, wo sich diese Burg befand, wurde später ein bischöflicher Hofgarten angelegt. Heute ist die Insel mit dem so genannten Villateich öffentlich zugänglich und wird sowohl als Veranstaltungsplatz als auch als Naherholungsgebiet genutzt.
Unter dem Nationalsozialismus befand sich von 1944 bis 1945 in Lichtenwörth ein Anhaltelager, wo über 300 Personen an Unterernährung und Typhus verstarben und damit verbunden auch 52 Lichtenwörther an Typhus verstarben, am Johann-Löchinger-Platz gibt es dazu eine Inschrifttafel. Ab Dezember 1944 wurden circa 2500 ungarische Juden in frei gemachten Werkshallen der damaligen Firmen Rothmüller-Mewa und Römert & Co. einquartiert und in Wiener Neustadt zu Arbeiten eingesetzt, die sterblichen Überreste der 232 Opfer wurden nach dem Krieg exhumiert und am 5. Mai 1946 auf dem Israelitischen Friedhof in Budapest beerdigt.
1992 verlieh der Niederösterreichische Landtag Lichtenwörth das Marktrecht.
Der Name Lichtenwörth (früher Lutunwerde) bedeutet eine Siedlung auf einer Insel oder auf einer Bodenerhebung inmitten eines Sumpfes, wobei der Waldbestand gelichtet oder überhaupt entfernt worden ist.
Urkundliche Erwähnung: 1240 / 57 Lichtenwerde

### Die Ortschaft Nadelburg

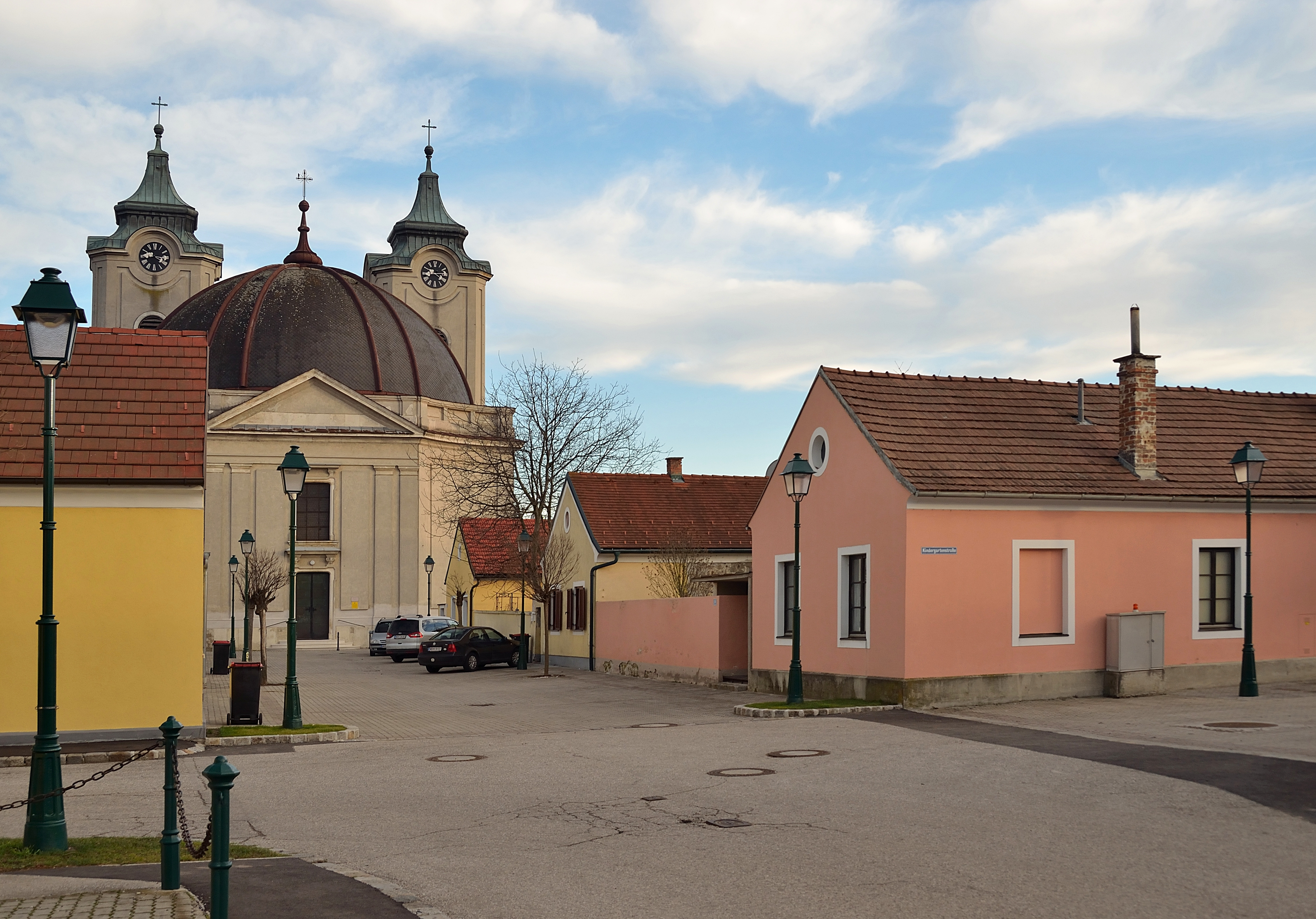
Siedlungshäuser mit Kirche in der Nadelburg

Die Nadelburg ist eine planmäßig angelegte Arbeitersiedlung und als solche, mit den Errichtungsdaten 1747–1756, die älteste erhaltene Europas. Sie war Teil der planmäßigen Entwicklung des Steinfeldes unter der Regentschaft von Maria Theresia.
Sie besteht aus einfachen Siedlungshäusern aus der Zeit der Gründung, einer vom Hofarchitekten Nikolaus von Pacassi geplanten Kirche und einigen Sondergebäuden, insbesondere Nebengebäude der 1891 errichteten und 1958 abgerissenen Fabrikantenvilla.
Von den Fabriksgebäuden ist nur mehr ein Verwaltungsgebäude und eine vor ein modernes Wohnhaus vorgeblendete Fassade erhalten, vom Gasthaus, das der soziale Mittelpunkt der Anlage war, der Tanzsaal.

### Einwohnerentwicklung
Nach der Volkszählung 2001 leben derzeit 2.866 Menschen in Lichtenwörth. Das ist eine kontinuierliche Steigerung nach 1971 2.507, 1981 2.525 und 1991 2.723 Einwohnern.
Nach Altersgruppen aufgelistet sind derzeit 18,3 % unter 15 Jahre, 61,8 % zwischen 15 und 60 Jahre und 19,8 % über 60 Jahre alt.
| Lichtenwörth: Einwohnerzahlen von 1869 bis 2025     | Lichtenwörth: Einwohnerzahlen von 1869 bis 2025 | Lichtenwörth: Einwohnerzahlen von 1869 bis 2025 | Lichtenwörth: Einwohnerzahlen von 1869 bis 2025 | Lichtenwörth: Einwohnerzahlen von 1869 bis 2025 |
| --------------------------------------------------- | ----------------------------------------------- | ----------------------------------------------- | ----------------------------------------------- | ----------------------------------------------- |
| Jahr                                                |                                                 |                                                 |                                                 | Einwohner                                       |
| 1869                                                | 1869                                            |                                                 | 1.758                                           | 1.758                                           |
| 1880                                                | 1880                                            |                                                 | 1.966                                           | 1.966                                           |
| 1890                                                | 1890                                            |                                                 | 2.360                                           | 2.360                                           |
| 1900                                                | 1900                                            |                                                 | 2.364                                           | 2.364                                           |
| 1910                                                | 1910                                            |                                                 | 2.698                                           | 2.698                                           |
| 1923                                                | 1923                                            |                                                 | 2.716                                           | 2.716                                           |
| 1934                                                | 1934                                            |                                                 | 2.540                                           | 2.540                                           |
| 1939                                                | 1939                                            |                                                 | 2.627                                           | 2.627                                           |
| 1951                                                | 1951                                            |                                                 | 2.578                                           | 2.578                                           |
| 1961                                                | 1961                                            |                                                 | 2.525                                           | 2.525                                           |
| 1971                                                | 1971                                            |                                                 | 2.507                                           | 2.507                                           |
| 1981                                                | 1981                                            |                                                 | 2.525                                           | 2.525                                           |
| 1991                                                | 1991                                            |                                                 | 2.723                                           | 2.723                                           |
| 2001                                                | 2001                                            |                                                 | 2.866                                           | 2.866                                           |
| 2011                                                | 2011                                            |                                                 | 2.943                                           | 2.943                                           |
| 2021                                                | 2021                                            |                                                 | 2.722                                           | 2.722                                           |
| 2025                                                | 2025                                            |                                                 | 2.947                                           | 2.947                                           |
| Quelle(n): Statistik Austria, Gebietsstand 1.1.2021 |                                                 |                                                 |                                                 |                                                 |

### Religionsentwicklung
Nach den Daten der Volkszählung 2001 sind 70,2 % der Einwohner römisch-katholisch und 3,1 % evangelisch. 10,5 % sind Muslime, 1,5 % gehören orthodoxen Kirchen an. 13,7 % der Bevölkerung haben kein religiöses Bekenntnis.

## Kultur und Sehenswürdigkeiten

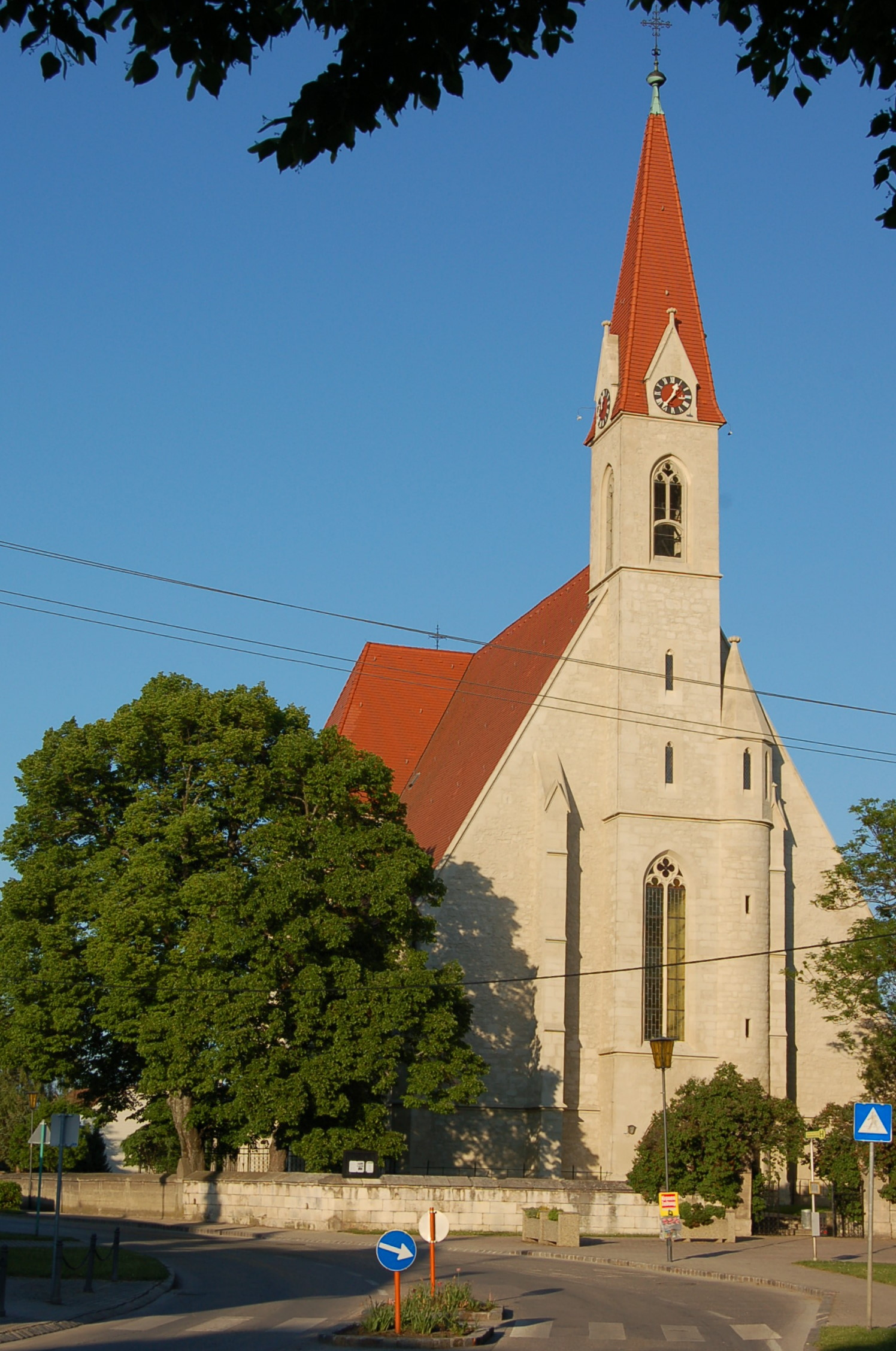
Pfarrkirche Lichtenwörth

- Katholische Pfarrkirche Lichtenwörth hl. Jakobus der Ältere: Bereits im 14. Jahrhundert wurde mit dem Bau der Kirche in gotischem Stil begonnen. Feindliche Überfälle und Geldmangel verhinderten die Fertigstellung. Erst 1889 wurde der Bau in der heutigen Form fertiggestellt.
- Nadelburg: eine Arbeitersiedlung, zur Zeit von Kaiserin Maria Theresia errichtet, deren ursprüngliche Baulichkeiten im Wesentlichen erhalten geblieben sind
  - Theresienkirche in der Nadelburg – eine von Nikolaus von Pacassi im barocken Stil erbaute und 1759 der hl. Theresia geweihte Kirche.
  - Adlertor: Das Adlertor ist einer der drei Zugänge zur Arbeitersiedlung; es wird, als ein Wahrzeichen von Lichtenwörth, in gutem Zustand gehalten.
  - Nadelburgmuseum: Die Nadelburg verfügt über ein privates Museum mit historisch wertvoller Sammlung. Das Museum zeigt konkret die Geschichte der Herrschaft und Industrien der Nadelburg.

## Wirtschaft und Infrastruktur
Nichtlandwirtschaftliche Arbeitsstätten gab es im Jahr 2001 80, land- und forstwirtschaftliche Betriebe nach der Erhebung 1999 69. Die Zahl der Erwerbstätigen am Wohnort betrug nach der Volkszählung 2001 1284. Die Erwerbsquote lag 2001 bei 48,22 Prozent.
- Altlasten: Eine aufgelassene Sand- und Kiesgrube wurde als „Mülldeponie S.A.D.“ betrieben und im Zeitraum von 1973 bis 1989 mit ca. 650.000 m³ Abfällen auf einer Fläche von rund 50.000 m² verfüllt. Diese Altablagerung weist ein hohes Deponiegasbildungspotenzial auf, eine weitreichende Ausbreitung von Deponiegas wurde bisher allerdings nicht festgestellt. Stellenweise sind die Ablagerungen stark mit chlorierten Kohlenwasserstoffen verunreinigt und durch Sickerwasser aus der Deponie wird die Qualität des Grundwassers deutlich verändert. Die Altablagerung stellt damit eine erhebliche Gefahr für die Umwelt dar.[2]

Am 20. Mai 2023 berichtete die Tageszeitung Kurier, dass in der Gemeinde Lichtenwörth eine Erneuerbare Energiegemeinschaft errichtet wurde die durch Biomasse-Verstromung und Photovoltaik weit mehr Strom produziert als in der Gemeinde verbraucht wird.
Im April 2024 wurde nach 22 Monaten Bauzeit das Werk der Ankerbrot in Lichtenwörth eröffnet, über 65 Millionen Euro wurden hierfür investiert.

### Verkehr
- Straße: Geplant ist bei der westlichen Gemeindegrenze die Ostumfahrung Wiener Neustadt.

### Bildung
- In Lichtenwörth gibt es zwei Kindergärten, eine Volksschule, eine Mittelschule und eine Musikschule.[6]

## Politik
Der Gemeinderat hat 21 Mitglieder.
- Mit den Gemeinderatswahlen in Niederösterreich 1990 hatte der Gemeinderat folgende Verteilung: 11 SPÖ, 7 ?, und 3 ÖVP.
- Mit den Gemeinderatswahlen in Niederösterreich 1995 hatte der Gemeinderat folgende Verteilung: 12 SPÖ, 3 ÖVP, 3 Überparteiliche Gemeinschaft Lichtenwörth, und 3 ÖAAB.[7]
- Mit den Gemeinderatswahlen in Niederösterreich 2000 hatte der Gemeinderat folgende Verteilung: 13 SPÖ, 5 ÖVP, 1 Überparteiliche Gemeinschaft Lichtenwörth, 1 Unabhängiges Forum, und 1 FPÖ.[8]
- Mit den Gemeinderatswahlen in Niederösterreich 2005 hatte der Gemeinderat folgende Verteilung: 14 SPÖ, 5 ÖVP, und 2 Unabhängiges Forum.[9]
- Mit den Gemeinderatswahlen in Niederösterreich 2010 hatte der Gemeinderat folgende Verteilung: 11 SPÖ, 5 ÖVP, 4 Liste Pro Lichtenwörth, und 1 Unabhängiges Forum.[10]
- Mit den Gemeinderatswahlen in Niederösterreich 2015 hatte der Gemeinderat folgende Verteilung: 12 SPÖ, 5 ÖVP, 2 Liste Pro Lichtenwörth, 1 Liste Wolfgang Paar, und 1 FPÖ.[11]
- Mit den Gemeinderatswahlen in Niederösterreich 2020 hatte der Gemeinderat folgende Verteilung: 10 SPÖ, 9 WIR (Wir alle sind Lichtenwörth), 1 ZL (Zukunft Lichtenwörth) und 1 FPÖ.[12]
- Mit den Gemeinderatswahlen in Niederösterreich 2025 hat der Gemeinderat folgende Verteilung: 11 ÖVP, 5 Zukunft Lichtenwörth (ZL), 3 SPÖ und 2 Frei-Lich Team Vizebürgermeister Andreas Feichtinger (LISTE).[13]

### Bürgermeister
- 1945 August Novak[14]
- 1945 Franz Herzog
- 1945–1948 Josef Lehner
- 1948–1950 Josef Bauer
- 1950–1975 Karl Neidel
- 1975–1987 Richard Bayer
- 1987–2007 Alois Proksch (SPÖ)
- 2007–2014 Manfred Augusztin (SPÖ)
- 2014–2020 Harald Richter (SPÖ)
- seit 2020 Manuel Zusag (ÖVP)[15]

### Wappen
Blasonierung: In einem schwarzen Schild ein goldener Reichsapfel mit roter Binde, der vor zwei im Schildesfuß sich kreuzenden grünen Palmzweigen umfasst wird und über dem eine fünfzackige Krone schwebt.
Zur Gestaltung des 1978 verliehenen Wappens wurden die seit dem Ende des 18. Jahrhunderts im Ortssiegel verwendeten Embleme Krone und Reichsapfel herangezogen und mit zwei Palmzweigen zu einer Einheit zusammengefasst.

## Persönlichkeiten

### Söhne und Töchter der Gemeinde
- Ernst Pliwa (1857–1928), Pädagoge und Architekt
- Franz Steiner (1869–1960), Gewerbetreibender und Politiker
- Anton Hofer (1927–2009), Gewerkschafter und Politiker

### Mit der Gemeinde verbundene Persönlichkeiten
- Theodor I. Batthyány (1729–1812), Magnat und Grundherr

- Ignaz Paur (1778–1842), Müller und Erfinder
- Dominic Thiem (* 1993), Tennisprofi